# Abwettern

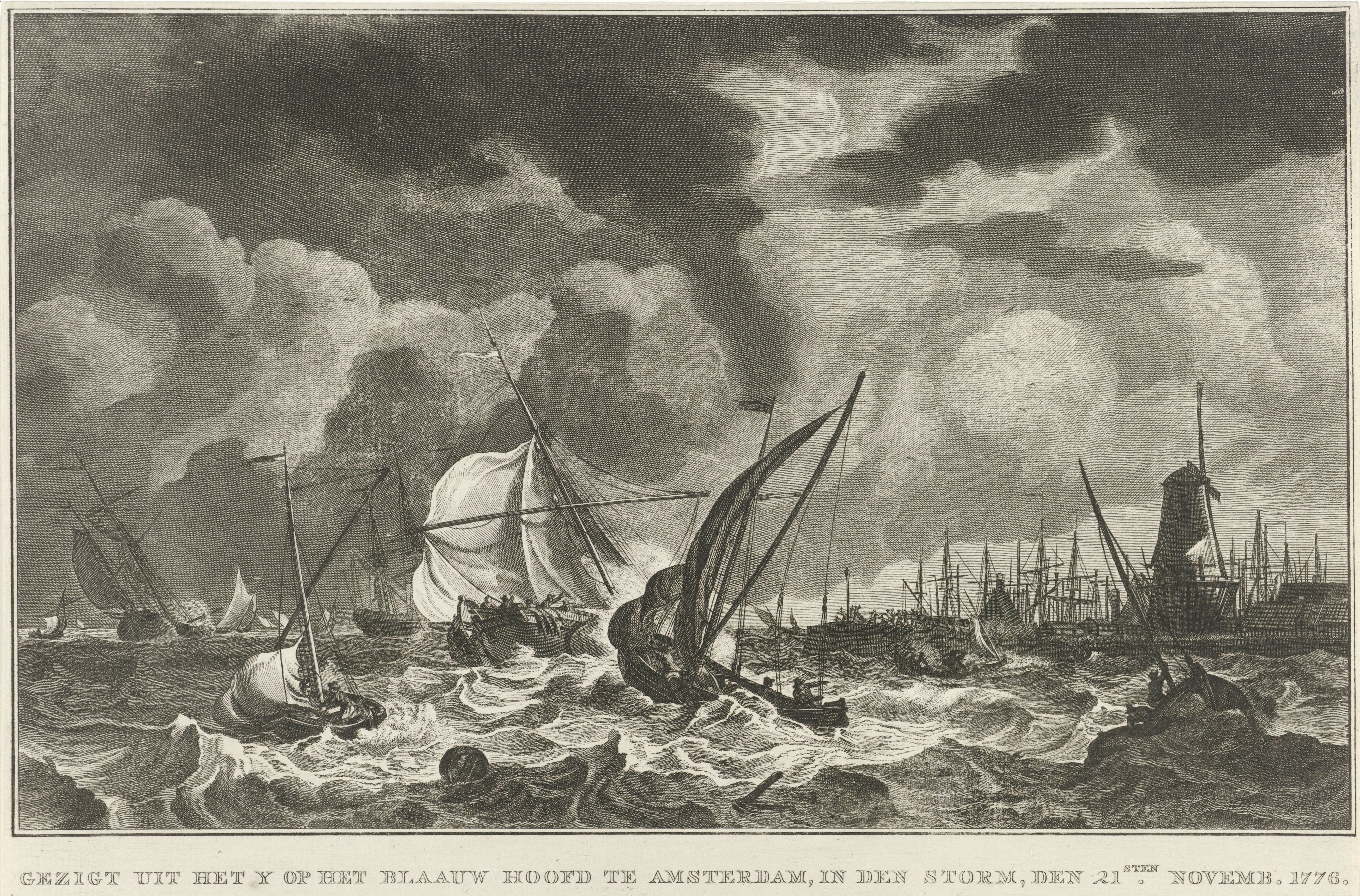
Segelboote im Sturm vor der niederländischen Küste (Stich von 1776)

Abwettern bezeichnet strategische und taktische Maßnahmen sowie Verhaltensweisen, um in einem Sturm und/oder bei schwerer See Beschädigungen und Gefahren für ein Wasserfahrzeug sowie dessen Ladung und Besatzung zu vermeiden. Priorität haben Maßnahmen zur Abwendung von Gefahr für Leib und Leben.
Abwettern bezeichnet auch die Entscheidung der Schiffsführung, einen Hafen während eines Sturms nicht anzulaufen, oder den Hafen für die Zeit des Sturmes zu verlassen, um den speziellen Gefahren im flachen Küstenwasser (u. a. Grundsee, Brecher, Gezeitenstrom) zu entgehen. Der Sturm wird dann im Tiefwasser abgewettert und der Hafen bei Wetterbesserung angelaufen.

## Strategisch

Ein Sturm kündigt sich an: Ein so deutliches Tief über Nordengland bedeutet nichts Gutes für die Nordsee

Die strategisch – also vorausschauend – wirksamste Maßnahme ist, ein Schlechtwettergebiet zu vermeiden, indem ein im Hafen liegendes Fahrzeug nicht ausläuft und ein in See befindliches Fahrzeug das Schlechtwettergebiet umfährt. Moderne meteorologische Dienste – zum Beispiel die Schiffsroutenberatung des Deutschen Wetterdienstes – erlauben es, frühzeitig über die aktuellen Wettergefahren informiert zu werden. Während ein Sportboot häufig problemlos noch einen Tag im Hafen verbringen kann, um dort abzuwettern, muss der Kapitän in der Berufsschifffahrt stets einen Kompromiss zwischen Gefahren und Routenvorgaben finden. Letztlich ist der Schiffsführer allein für die Sicherheit von Schiff und Besatzung verantwortlich. Ein Schiff kann zwar auch im Hafen beschädigt werden, wie etwa während des Ostseesturmhochwassers 2023, dabei besteht aber zumeist immerhin keine unmittelbare Gefahr für die Besatzung.
Besteht keine Möglichkeit oder auch nicht der Wunsch, ein Schlechtwettergebiet zu umfahren, ist rechtzeitig eine ganze Reihe von Maßnahmen durchzuführen, um das Schiff für schwere See und Starkwind vorzubereiten: Kontrolle und gegebenenfalls Verstärkung der Laschung, die die Ladung sichert, das wasserfeste Schließen von Luken und Bullaugen, Verstauen und Sichern von Gegenständen, auf Segelschiffen das vorsorgliche Reffen und Vorbereitung von Sturmsegeln, Anbringen von Sicherheitsleinen sowie besondere Einweisung der Besatzung, sofern diese unerfahren ist.

## Taktisch
Die jeweilige Sturmtaktik ist stark vom Bootstyp abhängig. In den meisten Fällen ist es ratsam, einen Kurs quer zu den Wellen zu vermeiden, so dass die Wellen das Boot von vorne oder von achtern treffen. Eine Welle, die höher als das Freibord der Yacht ist, kann ausreichen, um die Yacht zum Kentern zu bringen, wenn sie die ganze Breitseite trifft.

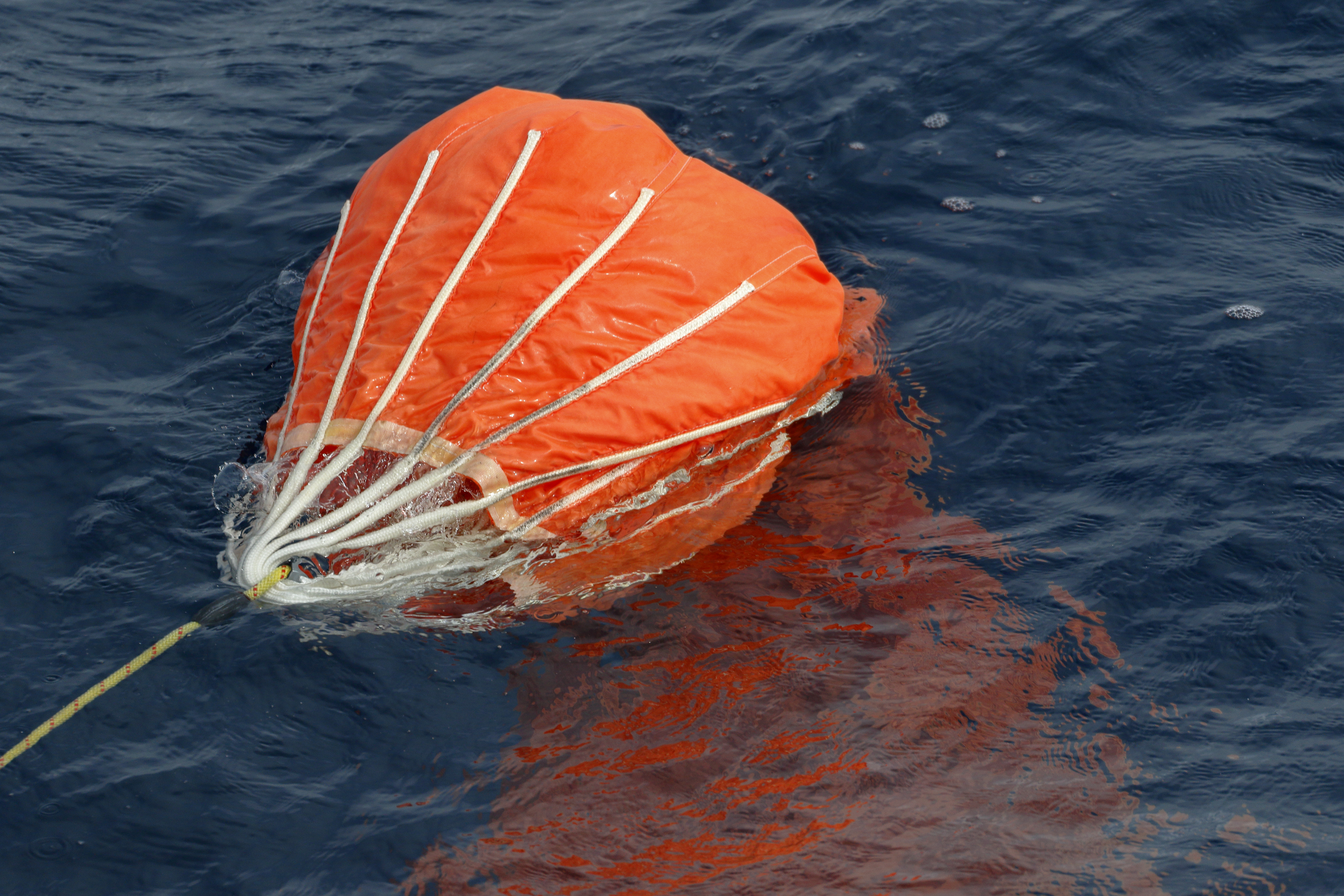
Ein Treibanker kann erforderlich sein, wenn die Yacht selbst ohne Segel zu schnell wird

Bei Segelbooten sind die gängigsten Sturmtaktiken:
- Beiliegen, eventuell mit Unterstützung der Maschine: Beim Beiliegen wird das Ruder in Luv festgelascht und sich selbst überlassen. Das Boot driftet fast parallel zu den Wellen nach Lee. Das Beiliegen ist jedoch nur so lange möglich, wie das Boot noch Segel tragen kann. Die Taktik hat aber den Vorteil, dass das Boot praktisch sich selbst überlassen werden kann und die Crew sich nicht bis zur Erschöpfung am Steuer abkämpfen muss.

- aktives Segeln unter Sturmbesegelung: Auf leichten Yachten empfiehlt sich, unter Sturmbesegelung so lange wie möglich aktiv zu segeln, um in Fahrt zu bleiben; Grund: ohne Fahrt ist keine Steuerung mehr möglich. Dabei sollte das Boot einen Am-Wind-Kurs fahren, um die Wellen mit dem Bug voran zu überqueren. Sollte das Boot nicht über die Welle kommen und achteraus treiben oder mit dem Bug in die Vorderseite einer Welle einstecken, droht jedoch Kenterung.

- Lenzen vor Topp und Takel, ggf. mit nachgeschleppten Leinen: Beim Lenzen vor Topp und Takel läuft das Boot ohne jegliche Segel vor dem Sturm ab. Das ist erforderlich, wenn der Sturm eine Stärke erreicht hat, bei der keinerlei Segel mehr geführt werden können. Der Winddruck auf den Mast ist dabei ausreichend, dass die Yacht erstaunlich hohe Geschwindigkeiten erreicht und steuerbar bleibt (ein Schiff muss Fahrt durchs Wasser machen, um steuerbar zu bleiben). Die Gefahr hierbei ist, dass das Boot beim Ablaufen einer Welle querschlägt und kentert. Durch das Nachschleppen von Leinen oder einem Treibanker kann etwas Fahrt aus dem Boot genommen werden um die Gefahr zu minimieren. Außerdem wird dadurch das Heck im Wind gehalten.

- Liegen vor Seeanker: Beim Liegen vor Seeanker wird der Bug des Schiffes im Wind gehalten. Der Vorteil gegenüber dem Lenzen vor Topp und Takel ist, dass der Bug eher Schutz gegen Wellen bietet. Die Taktik braucht jedoch eine gute Vorbereitung und dafür ausgelegte Ausrüstung.

Problematisch werden Beiliegen, Lenzen vor Topp und Takel sowie Liegen vor Treibanker vor Legerwall, also vor einer Küste mit auflandigem Wind, da dann das Risiko besteht, dass das Schiff gegen die Küste gedrückt wird und leckschlägt. Selbst wenn die Tiefe vor der Küste das Ausbringen des normalen Ankers erlauben würde, dürfte es schwierig sein, ihn im Sturm so zu platzieren, dass er hält. Selbst wenn das gelingen sollte, würden die starken Zugkräfte des Schiffes an der Ankerkette Schäden am Schiff verursachen oder die Kette ausreißen.
Die Maschine hilft in einem Sturm auch nur bedingt, da viele Motoren auf Segelschiffen mit zu wenig Leistung ausgestattet sind, um gegen Wind und hohe Wellen vernünftig anfahren zu können. Zudem ist auch nicht unbedingt genügend Treibstoff vorhanden, um die Maschine tagelang mit hoher Leistung arbeiten zu lassen. Wenn der Motor dauerhaft bei starker Krängung mitläuft, könnte er zudem Schaden nehmen, weil die Ölschmierung nicht mehr gewährleistet ist. Bei Motoryachten ist das direkte Steuern in die Wellen hingegen eine gängige Taktik, dabei ist aber ein sorgfältiger Umgang mit dem Gashebel nötig (beschleunigen beim Wellenberg, sofort abbremsen bei dessen Eintreffen). Dies ist ebenfalls mit einer hohen Belastung für die Maschine verbunden und benötigt nicht unwesentlich Treibstoff.
In der Berufsschifffahrt stehen folgende Taktiken zur Verfügung:
- Bug gegen die See mit minimaler Fahrt: Zunächst muss die Geschwindigkeit so reduziert werden, dass das Schiff gut liegt, ohne hart einzusetzen, dabei aber steuerfähig bleibt. Dann soll das Schiff in einem günstigen Moment zügig gedreht werden, um die gewünschte Lage zu erreichen und damit die Geschwindigkeit wieder auf ein steuerfähiges Minimum reduziert wird. Falls die Schiffslänge gleich der Wellenlänge ist, kann es zu Festigkeitsproblemen kommen. Angewendet wird dieses Vorgehen bei Stabilitätsproblemen, bei notwendigen Arbeiten an Deck oder bei schwieriger Ladung. Vorsicht ist geboten bei Maschinenproblemen (hohe Belastung) sowie bei Schiffen mit ausladendem Vorsteven und/oder wenig Freibord.[5]